# Levante (vento)
Il levante è il vento che soffia da est verso ovest. In antichità si chiamava Apeliote.
La sua influenza in Italia si fa sentire sul Tirreno e sulla parte centro-meridionale dell'Adriatico.

## Descrizione
Quando il vento si origina nel centro del Mediterraneo al largo delle Isole Baleari, soffia verso Ovest per raggiungere la sua massima intensità attraverso lo Stretto di Gibilterra.
È un vento fresco e umido, portatore di nebbia e precipitazioni, riconosciuto come causa di particolari formazioni nuvolose sopra la Baia e la Rocca di Gibilterra, dove può provocare mare agitato e trombe marine. Esso può manifestarsi in qualunque stagione dell'anno, ma soffia molto spesso fra luglio e ottobre. D'inverno, il levante è spesso accompagnato da piogge forti.
Il nome del vento deriva da levante inteso come est, il punto cardinale da cui ha origine, nel quadrante orientale. Può essere chiamato anche euro, vento che gli antichi scambiavano con il libeccio (sud-ovest) – scirocco (sud-est).